# Municipio (Ucrania)

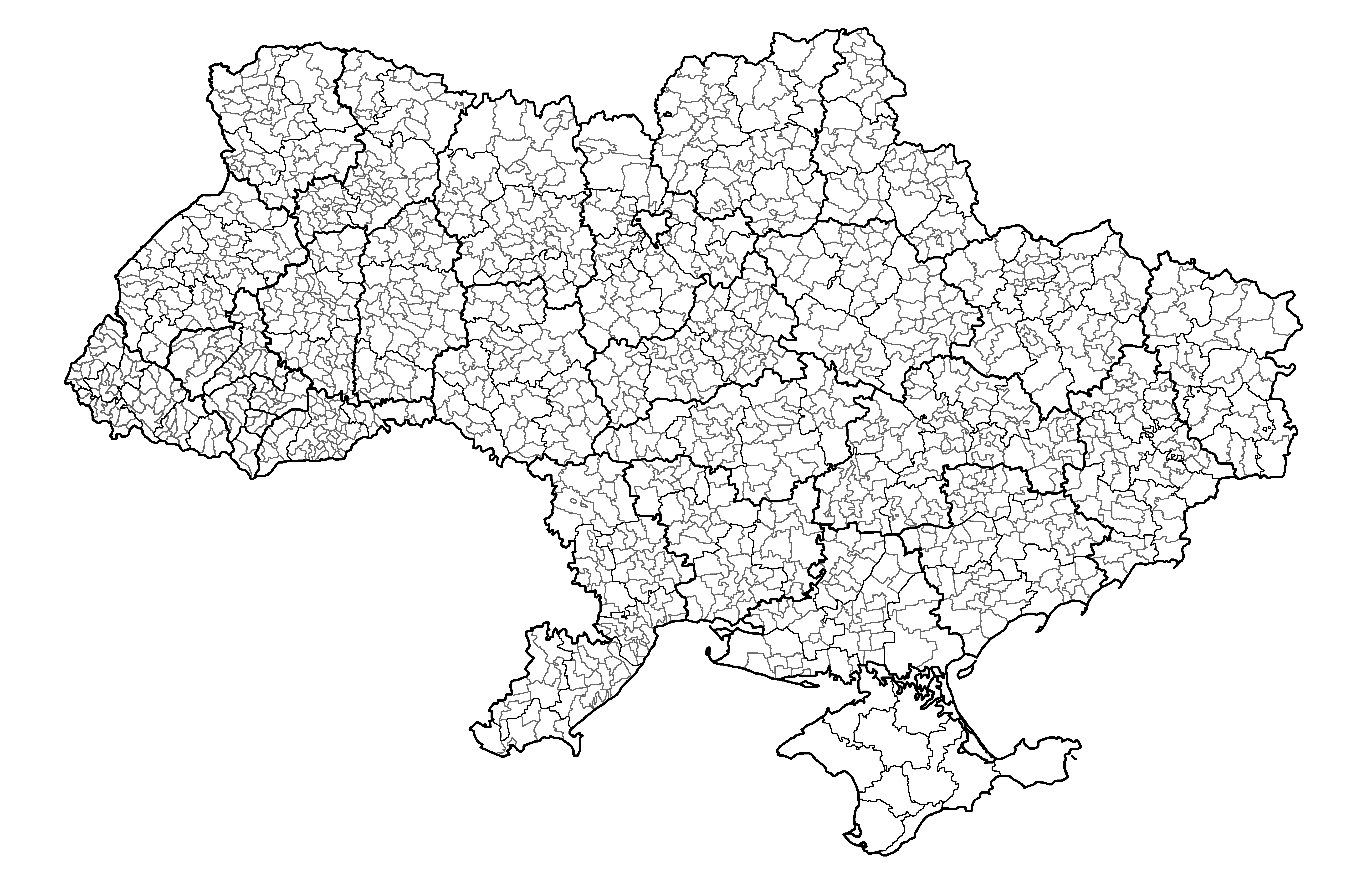
Mapa municipal de Ucrania

En Ucrania, se denomina municipio (en ucraniano: територіальна громада, romanizado: terytorialna hromada, traducido aproximadamente como "comunidad territorial", o simplemente громада - hromada) a cada una de las divisiones básicas de autogobierno local en las que se organiza el territorio del país. Son el tercer nivel de subdivisión administrativa del país, tras las óblasts (primer nivel) y los raiones (segundo nivel).
Los municipios ucranianos fueron creados en 2020 como parte de una reforma territorial en la que se eliminó la mayor parte del antiguo sistema de gobierno local heredado de la Unión Soviética. En 2021, había 1469 municipios en el país.

## Historia
Tras la disolución de la Unión Soviética a finales del siglo XX, Ucrania había heredado el sistema soviético de organización territorial. Las óblast del país se dividían, según su nivel de urbanización, en ciudades de importancia regional (para las ciudades principales, directamente dependientes de la óblast, que tenían un autogobierno local completo) y raiones. Estos últimos eran agrupaciones comarcales de varios tipos de gobiernos locales en función del lugar al que prestaran servicio: ciudades de importancia distrital (para localidades de mayor población en el raión), asentamientos de tipo urbano (para localidades medianas) y consejos rurales (para pueblos).
Tras la crisis del Euromaidán y los posteriores cambios constitucionales, se generó la sensación en el país de que parte del origen de la crisis procedía del desorden administrativo existente en el territorio ucraniano. De este modo, el 5 de febrero de 2015 la Rada Suprema aprobó la "Ley sobre la asociación voluntaria de comunidades territoriales", que permitió a numerosos pequeños consejos rurales fusionarse en los años posteriores formando nuevos gobiernos locales llamados "об'єднана територіальна громада" - "obiednana terytorialna hromada", que aproximadamente se traduce como "comunidad territorial agrupada". Desde el 12 de junio de 2020, todo el país, incluso en las zonas donde no hubo fusión voluntaria, pasó a organizarse en las nuevas "comunidades territoriales", retirándose la expresión "agrupada" al perderse la distinción con las antiguas unidades administrativas desaparecidas.

## Administración
Los municipios ucranianos son la unidad más pequeña en la cual existe descentralización, siendo el tercer nivel de subdivisión administrativa del país, tras las óblasts (primer nivel) y los raiones (segundo nivel). Las localidades que los componen carecen de autogobierno local propio, compartiendo todas ellas la autonomía del municipio. Estas localidades son unidades de desconcentración de la administración municipal. Los municipios asumen tanto las competencias de los antiguos gobiernos locales básicos subordinados a un raión como competencias que hasta 2020 correspondían a los antiguos raiones. Los municipios han heredado del antiguo sistema su clasificación en tres categorías, según su capital sea una ciudad, asentamiento de tipo urbano o pueblo, aunque la diferencia administrativa ya no es tan grande como en el sistema anterior a 2020.